# CE Mataró
CE Mataró is een Spaanse voetbalclub uit Mataró in de regio Catalonië. De club heeft als thuisstadion het Municipal Carles Padrós.

## Geschiedenis
CE Mataró werd opgericht in 1912. Gedurende vier seizoenen was de club actief in de Segunda División B, de derde Spaanse divisie. De overige jaargangen werden in lagere divisies gespeeld. In het seizoen 1999/2000 haalde CE Mataró de finale van de Copa de Catalunya. Hierin werd met 3-0 verloren van FC Barcelona.

## Gewonnen prijzen
- Copa RFEF: 2005
- Trofeu Moscardó: 1965

## Bekende spelers
- Albert Jorquera
- Miki
- Rodri
- Salvador Sadurní
- Cesc Fabregas